# وحيد الخياط
وحبد محمد الخياط مواليد 1 يناير 1986 لاعب كرة قدم يمني مولود في السعودية يجيد اللعب في خط الوسط في نادي أهلي صنعاء ومنتخب اليمن.
لعب سابقاً مع نادي أهلي صنعاء ونادي ينقل العماني ونادي الرياض ونادي الوطني .

## روابط خارجية
- وحيد الخياط على موقع قاعدة بيانات كرة القدم.إي يو (الإنجليزية)
- وحيد الخياط على موقع ناشيونال فوتبول تيمز (الإنجليزية)
- وحيد الخياط على موقع كووورة